# Districte de Sambalpur
El districte de Sambalpur és una divisió administrativa d'Orissa a l'Índia, el més occidentals dels districtes de l'estat i a la conca del Mahanadi; la seva capital és Sambalpur. La superfície és de 6.702 km² i la població (cens del 2001) de 935.613 habitants.

## Administració
El districte està format per tres subdivisions:
- Sambalpur
- Kuchinda
- Rairakhol

Quatre tehsils:
- Sambalpur
- Rengali
- Kuchinda
- Rairakhol

Hi ha a més 9 blocs (blocks) de desenvolupament
- Bamra
- Dhankauda
- Jamankira
- Jujumura
- Rairakhol
- Kuchinda
- Maneswar
- Naktideul
- Rengali

Altres unitats administratives són: 40 cercles fiscals, 1320 pobles fiscals, i 148 gram panchayats. Les municipalitat són una sola (Sambalpur) i els N.A.Cs quatre (Burla, Hirakud, Kuchinda i Rairakhol)
Al riu Mahanadi s'ha construït el Hirakud Multipurpose Dam Project. Altres rius són el Maltijor, el Harrad, el Kulsara, el Bheden, i el Phuljharan.
Hi viuen tribals del grup dels mundes com els kisans, oraons, mirdhes, hos, mundes i khàries, i del grup dravídic com els gonds, khandes, binjhals i kudes. Formen el 35% de la població.

## Història
Samudragupta al segle IV va derrotar el rei Mahenda de Kosala o Koshala i aquest regne es creu que incloïa Sambalpur. Als segles V i VI va estar sota govern dels Sarbhapuriyes. Al segle vi va passar a mans dels panduvansis (rei Trivaradeva). Al final del segle ix el rei Janmajaya I Mahabhavagupta va estendre el seu imperi que incloïa gran part dels moderns districtes de Sambalpur i Bolangir i la seva dinastia fou coneguda com a Samavansi. Cap a la part final d'aquesta dinastia, Sambalpur va passar a mans dels Kalachuris de Ratnapura. Al segle xiii els kalachuris i el gandes es van enfrontar i posteriorment els gandes van prendre el control.
A la meitat del segle xiv Ramai Dev va fundar la dinastia chauhan de Sambalpur; es creu que els chauhans havien vingut des de Mainpuri. El 1797 el districte fou conquerit pels marathes que el van annexionar i van deposar el raja l'abril del 1800; els britànics van ocupar Sambalpur durant la segona Guerra Marataha el dia 2 de gener de 1804, però fou retornada als bhonsles de Nagpur, fins que el 1817 fou ocupada altre cop i els britànics van restaurar la dinastia chauhan; l'estat quedar sota dependència del govern de Bengala; els zamindars kandhes i binjhals es va aixecar contra el domini britànic i el govern de la dinastia chauhan, representat per la rani Mohan Kumari. A la mort del successor del raja instal·lat pels britànics (1849), com que no va deixar hereus l'estat va passar per la doctrina del lapse als britànics i va esdevenir un districte del govern de Bengala. El 1857 durant el motí, es va produir la revolta de Surendra Sah (nascut a Badgaon el 23 de gener de 1809, dins la família reial i mort el 28 de febrer de 1884) conegut com el Sivaji d'Orissa, que estava presoner a Ranchi per assassinat però fou alliberat pels amotinats i es va presentar a Sambalpur per reclamava el tron, proclamant-se raja; molts zamindars se li van unir i per cinc anys el territori va estar en estat de semi-anarquia. El 1862 l'administració fou traslladada a les Províncies Centrals, i el 1864 Surendra Sah fou capturat i deportat i la tranquil·litat va retornar.
Al final del segle el districte tenia una superfície de 9.772 km² i fins al 1905 va formar part de la divisió de Chhattisgarh a les Províncies Centrals però en aquest any fou transferit a la província de Bengala, divisió d'Orissa excepte els zamindaris de Phuljhar, Chandarpur-Padampur i Malkhurda, amb una superfície de 3.043 km² i una població (basada en el cens del 1901) de 189.455 persones, que en foren segregats i agregats al districte de Raipur (el primer) i al districte de Bilaspur (els altres dos), districtes ambdós de la divisió de Chhattisgarh. El districte limitava al nord per l'estat de Gangpur, a l'est pels de Bamra i Rairakhol, i al sud pels de Patna, Sonpur i Rairakhol, mentre que a l'oest tenia els districtes britànics de Raipur i Bilaspur. El territori era en general pla i obert però rodejat per tres costats per muntanyes i jungles. Els rius destacats eren el Mahanadi, Ib, Kelo, Ong, Jira, Borai i Mand. Al nord-oest del districte hi havia les muntanyes Barapahar amb cim a Debrigarh (706 metres); una altra serra destacada era la de Jharghati.
La població era: 693.499 (1881), 796.413 (1891), 829.698 (1901), 640.243 (1905).
Hi havia una ciutat i 1.938 pobles. Administrativament hi havia dos tahsils: Sambalpur i Bargarh 
El 91% de la població era hindú i el 8% animistes; els musulmans només eren 3000. La llengua general era l'oriya (89%) i la resta parlava llengües mundaris especialment l'oraon, el mundari i el khària. les tribus i castes principals eren els gonds, koltes, savars o savares, gahras o ahirs i gandes. Hi havia 16 zamindaris 13 dels quals eren tinguts per rages adivasis (10 rages gonds, 2 bhinjals a Borasambat i Ghens, i 1 kolta a Bijepur); els altres tres els tenien rajputs: Rajpur i Barbali per chauhans i Rampur per un rajput. L'única ciutat i municipalitat era Sambalpur.
El tahsil de Sambalpur tenia (1901) una superfície de 4.719 km² i una població (1901) de 362.622 habitants, però el 1905 se'n van separar els zamindaris de Chandarpur-Padampur i Malkhurda, amb 862 km² i 87.320 habitants, que van passar al districte de Bilaspur i el tehsil va quedar amb 3.857 km² i 275.302 habitants, amb una ciutat (Sambalpur amb 12.870 habitants) i 766 pobles. El nombre de zamindaris dins el tahsil era de set, mesurant 1590 km².
El districte fou part de la província de Bihar i Orissa (1912-1936) i d'Orissa (1936-1947) sota els britànics. Amb la independència fou part de la província (1947-1950) i estat d'Orissa (després de 1950). El 31 de març de 1993 el districte fou dividit en quatre districtes: Sambalpur, Bargarh, Jharsuguda i Deogarh. Els dos primers van entrar en efecte immediatament i els altres dos amb efectes l'1 de gener de 1994.

## Arqueologia
- Temples de Barpali, Gaisama, Padampur, Garh-Phuljhar i Sason
- Temple de Narsinghnath
- Antic zamindari de Borasambar amb la cascada de Sahasra Dhara o dels Mil Rius
- Huma, a la riba del Mahanadi, lloc de pelegrinatge amb el temple de Mahadeo a la vora del rierol Jholjir